# Blondieren (Kochen)
Blondieren (von französisch faire blondir) ist ein Küchenfachwort. Man versteht darunter das leichte Anbräunen von beispielsweise Knoblauch- und Zwiebelwürfeln sowie anderem in heißem Fett. Dazu werden die Würfel angebraten, bis sie eine hellbraune, eben blonde Färbung angenommen haben. Bei dieser Methode entstehen leichte Röstaromen, die den Eigengeschmack der blondierten Lebensmittel hervorheben.
Auch eine Mehlschwitze kann blondiert werden, wenn bei der damit anschließend gebundenen Sauce ein entsprechend blonder Farbton gewünscht wird.
Im Gegensatz dazu entstehen beim Anschwitzen keine Röstaromen, auch tritt keine Bräunung ein.